# Edwin August

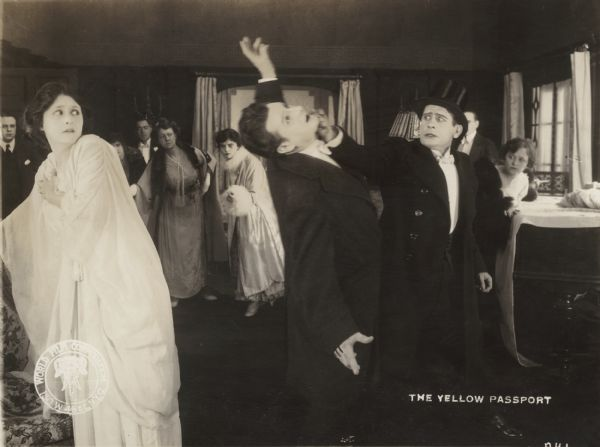
Cena do filme The Yellow Passport, de 1916.

Edwin August (20 de novembro de 1883 – 4 de março de 1964) foi um ator norte-americano, diretor e roteirista do cinema mudo. Ele apareceu em 152 filmes entre 1902 e 147. Ele também dirigiu 52 filmes entre 1912 e 1919. Ele co-fundou o Eaco Films, em 1914.
Ele nasceu em St. Louis, Missouri e morreu em Hollywood, Califórnia. Seu túmulo está localizado na Valhalla Memorial Park Cemetery.

## Filmografia selecionada
- 1909 The Welcome Burglar
- 1910 The House with Closed Shutters
- 1910 The Fugitive
- 1911 His Daughter
- 1911 The Smile of a Child
- 1911 A Country Cupid
- 1911 Out from the Shadow
- 1911 The Stuff Heroes Are Made Of
- 1911 The Making of a Man
- 1911 The Long Road
- 1911 The Battle
- 1911 Through Darkened Vales
- 1911 The Voice of the Child
- 1912 The Old Bookkeeper
- 1912 Under Burning Skies
- 1912 One Is Business, the Other Crime
- 1912 The Lesser Evil
- 1912 A Beast at Bay
- 1913 The Detective's Stratagem
- 1914 Brute Force
- 1916 The Yellow Passport
- 1918 The Lion's Claws
- 1918 A Broadway Scandal

Como diretor
- 1913 The Sea Urchin
- 1913 The Blood Red Tape of Charity
- 1913 The Trap
- 1915 Evidence